# Storbyens små mirakler
Storbyens små mirakler (engelsk: Maid in Manhattan) er en amerikansk komedie fra 2002. Jennifer Lopez og Ralph Fiennes spiller hovedrollerne. Wayne Wang er instruktør. Filmen blev nomineret til syv filmpriser.

## Handling
Filmen handler om Marisa som er en hårdtarbejdende, intelligent og bestemt alenemor som har en drøm om et bedre liv end jobbet som en husholderske på et luksushotel på Manhattan i New York. Selv om økonomien ikke er den bedste har Marisa skabt et godt liv for sig selv og sin ti år gamle søn Ty. En morgen tager hun sin søn med sig på hotellet. Efter at have været ude i et ærinde kommer hun tilbage til hotellet og møder sin søn sammen med politikeren og ungkarlen Christopher Marshall (Ralph Fiennes). Sønnen spørger om lov til at gå tur i parken med Marshall og hans hund. I mødet bliver politikeren betaget af Marisa. Han antager at hun er en af gæsterne, og beder hende med på turen. Da hun forsøger at takke nej, bliver hun overtalt af sin kollega.

## Rolleliste
- Jennifer Lopez – Marisa Ventura
- Ralph Fiennes – Christopher Marshall
- Natasha Richardson – Caroline Lane
- Stanley Tucci – Jerry Siegal
- Tyler Posey – Ty Ventura
- Frances Conroy – Paula Burns
- Chris Eigeman – John Bextrum
- Amy Sedaris – Rachel Hoffman
- Marissa Matrone – Stephanie Kehoe
- Priscilla Lopez – Veronica Ventura
- Bob Hoskins – Lionel Bloch
- Lisa Roberts Gillan – Cora
- Maddie Corman – Leezette
- Sharon Wilkins – Clarice